# U.S. Route 2
L'U.S. Route 2 (aussi appelée U.S. Highway 2, abrégé en US 2) est une route qui traverse le nord des États-Unis d'est en ouest. La US 2 regroupe deux routes bien distinctes : la plus longue est la partie qui relie la côte Ouest au Canada (depuis Everett dans le Washington jusqu'à Sault Ste. Marie dans le Michigan, à la frontière canadienne) et la plus courte traverse l'État de New York et la Nouvelle-Angleterre. Contrairement à certaines routes qui ont été tronquées par l'ouverture d'autoroutes, il était déjà prévu, dans les plans de 1926, que la US 2 serait séparée en deux segments.
Jusque dans les années 1960, une route marquée TO US 2 suivait la route Transcanadienne et d'autres routes à travers l'Ontario et le Québec, reliant les deux segments de l'US 2. Cette route suivait grossièrement le tracé de la Highway 17 en Ontario et celui des autoroutes 40 et 15 au Québec.
Le segment ouest de la US 2 débute à un échangeur avec l'I-5 et la SR 529 (Maple Street) à Everett, Washington et se termine à la jonction avec l'I-75 à Saint-Ignace, Michigan. Le segment est de la route débute à la jonction avec la US 11 à Rouses Point, New York et se termine à la rencontre avec l'I-95 à Houlton, Maine.
Comme son numéro l'indique, il s'agit de la US Route est–ouest la plus au nord du pays.

## Description du tracé

### Segment ouest
|       | mi    | km    |
| ----- | ----- | ----- |
| WA    | 325   | 523   |
| ID    | 80    | 130   |
| MT    | 667   | 1 073 |
| ND    | 354   | 570   |
| MN    | 264   | 425   |
| WI    | 120   | 190   |
| MI    | 305   | 491   |
| Total | 2 115 | 3 404 |

Le segment ouest de la US 2 s'étend du nord des États-Unis jusqu'à la Péninsule supérieure du Michigan. La majorité du tracé de la route a été construit en suivant le Great Northern Railway.

#### Washington

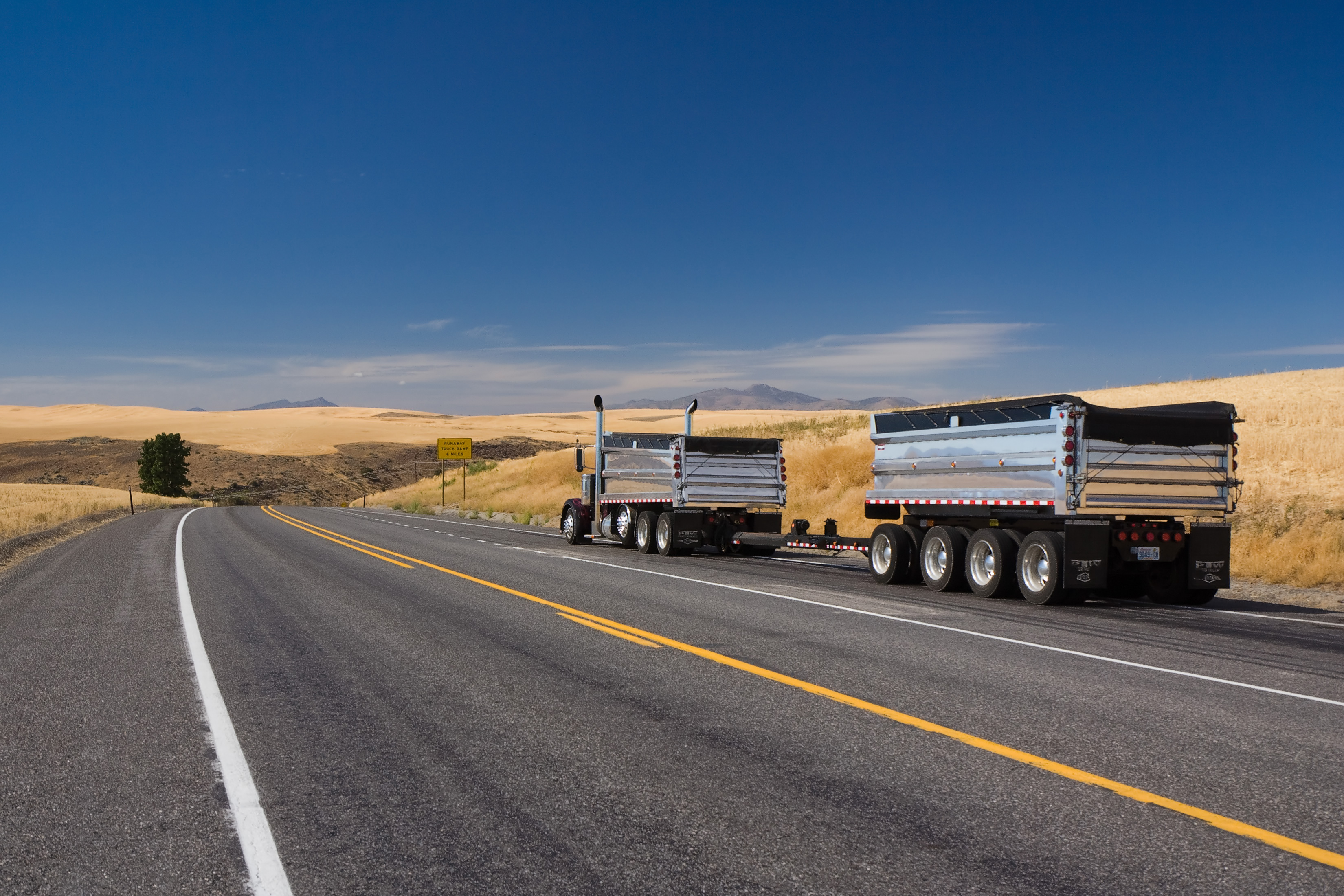
Segment de la US 2 près de Waterville, Washington

Dans l'État de Washington, la US 2 est la route ouverte à l'année la plus au nord dans la Chaîne des Cascades. Elle débute à la jonction avec l'I-5 / SR 529 à Everett et se dirige vers l'est via le Col Stevens. Elle croise la US 97 environ quatre miles (6,4 km) à l'est de Leavenworth et continue en multiplex pour traverser le fleuve Columbia à Wenatchee. Elle se poursuit vers le nord jusqu'à Orondo où la US 97 se sépare vers le nord. La US 2 continue vers Spokane et la frontière à Newport.

#### Idaho
Peu après être entrée en Idaho, la US 2 traverse Priest River. Elle suit ensuite la rivière Pend Oreille jusqu'à sa source au Lac Pend Oreille. La US 2 croise la US 95 à Sandpoint. Elles forment un multiplex jusqu'à un peu après Bonners Ferry. À Three Mile Corner, la US 2 continue vers le sud-est et traverse au Montana.

#### Montana

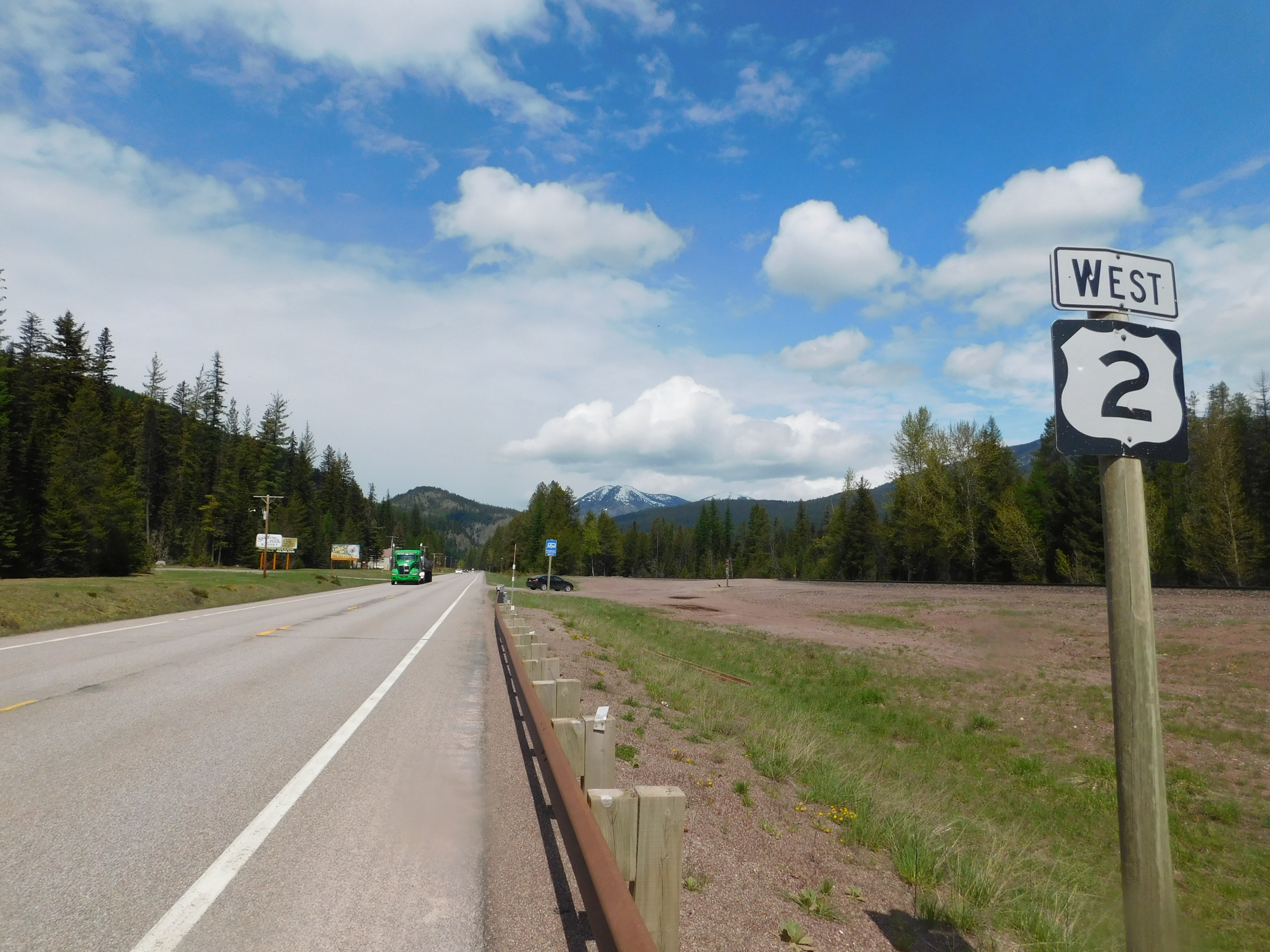
US 2 à Essex, Montana

La US 2 constitue un corridor essentiel pour le nord du Montana et possède la plus grande distance dans cet état. Elle croise la US 93 à Kalispell et passe par le sud du Parc national de Glacier, traversant la ligne continentale de partage des eaux au Col Marias, avant d'entrer dans les Grandes Plaines à l'ouest de Browning. Elle passe par Shelby où elle croise l'I-15, avant de poursuivre vers Havre et Glasgow. La route continue à l'est et quitte l'état près de la jonction entre les rivières Missouri et Yellowstone.

#### Dakota du Nord
La US 2 parcourt le nord du Dakota du Nord en passant par les villes de Williston, Minot, Devils Lake et Grand Forks. La US 2 croise la US 85 à Williston, la US 52 et la US 83 à Minot, la US 281 à Churchs Ferry (à l'ouest de Devils Lake) et l'I-29 / US 81 à Grand Forks. La US 2 compte quatre voies sur presque toute sa longueur dans l'état. Il n'y a que le segment de 12 miles (19 km) entre la frontière avec le Montana et Williston qui ne compte que deux voies. À Rugby, tout juste à l'est de l'intersection avec la North Dakota Highway 3, la route passe par l'emplacement désigné en 1931 comme le centre géographique de l'Amérique du Nord. Le monument marquant ce point a été déplacé en 1971 lorsque la route a été doublée.

#### Minnesota
Le segment de la US 2 entre Cass Lake et Bemidji est officiellement désigné comme la Paul Bunyan Expressway. Elle croise la US 169 et le fleuve Mississippi à Grand Rapids. À la traversée entre Duluth et Superior, Wisconsin, la route passe par le Richard I. Bong Memorial Bridge, un pont d'environ 8 300 pieds (2 500 m), environ 11 800 pieds (3 600 m) en comptant les approches.
Sur les 266 miles (428 km) que parcourt la US 2 au Minnesota, 146 miles (235 km) ont quatre voies, surtout dans le nord-ouest de l'état.

#### Wisconsin
Après avoir emprunté le Bong Bridge et être entré dans la ville de Superior, le segment ouest de la route rejoint Belknap Street. Après avoir traversé le centre de Superior, la US 2 forme un multiplex avec la US 53 pour quelques miles. Elles se séparent à environ 10 miles (16 km) à l'extérieur de Superior. La US 2 continue vers Ashland et, ultimement, jusqu'à la frontière avec le Michigan à Ironwood.
Un segment est de la US 2 entre à nouveau au Wisconsin quatre miles (6,4 km) au nord-ouest de Florence et forme un multiplex avec la US 141 pour 14,5 miles (23,3 km) jusqu'à ce qu'elle quitte à nouveau le Wisconsin près d'Iron Mountain, Michigan.

#### Michigan

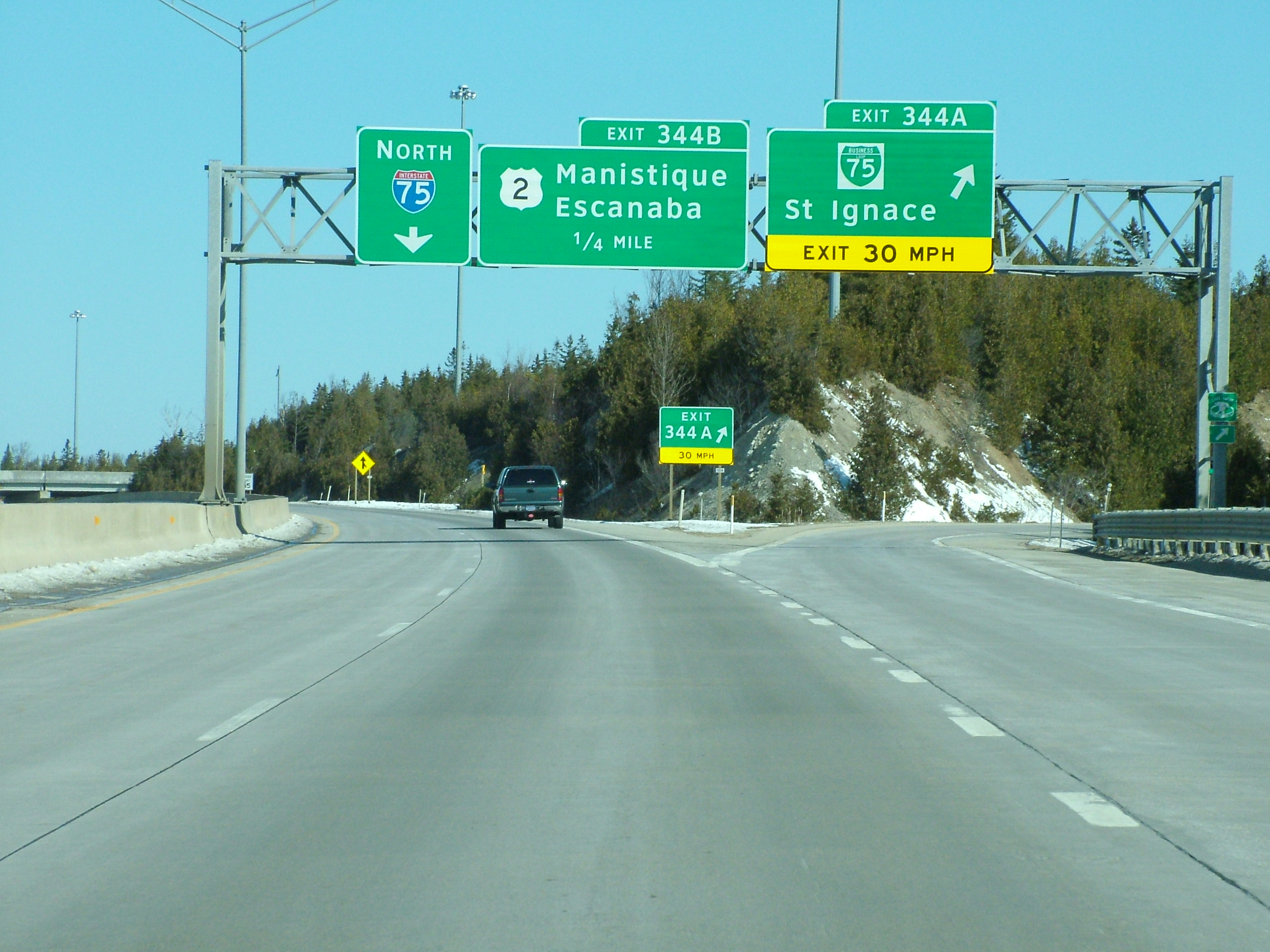
Terminus est du segment ouest de la US 2

La US 2 entre au Michigan à Ironwood et se dirige vers l'est en direction de Crystal Falls, où elle bifurque vers le sud et entre à nouveau au Wisconsin au nord-ouest de Florence. Elle entre une deuxième fois au Michigan au nord d'Iron Mountain et continue à travers la Péninsule supérieure du Michigan dans les villes d'Escanaba, de Manistique et de Saint-Ignace. Sur son trajet, elle traverse les forêts nationales d'Ottawa et d'Hiawatha en suivant la rive nord du Lac Michigan. Elle se termine à la jonction avec l'I-75, tout juste au nord du Pont Mackinac à Saint-Ignace.

### Segment est
|       | mi    | km    |
| ----- | ----- | ----- |
| NY    | 0,9   | 1,4   |
| VT    | 150,4 | 242,0 |
| NH    | 35,4  | 57,0  |
| ME    | 272,8 | 439,0 |
| Total | 459,5 | 739,5 |

Le segment est de la US 2 traverse le nord-est de l'État de New York ainsi que les états du nord de la Nouvelle-Angleterre.

#### New York

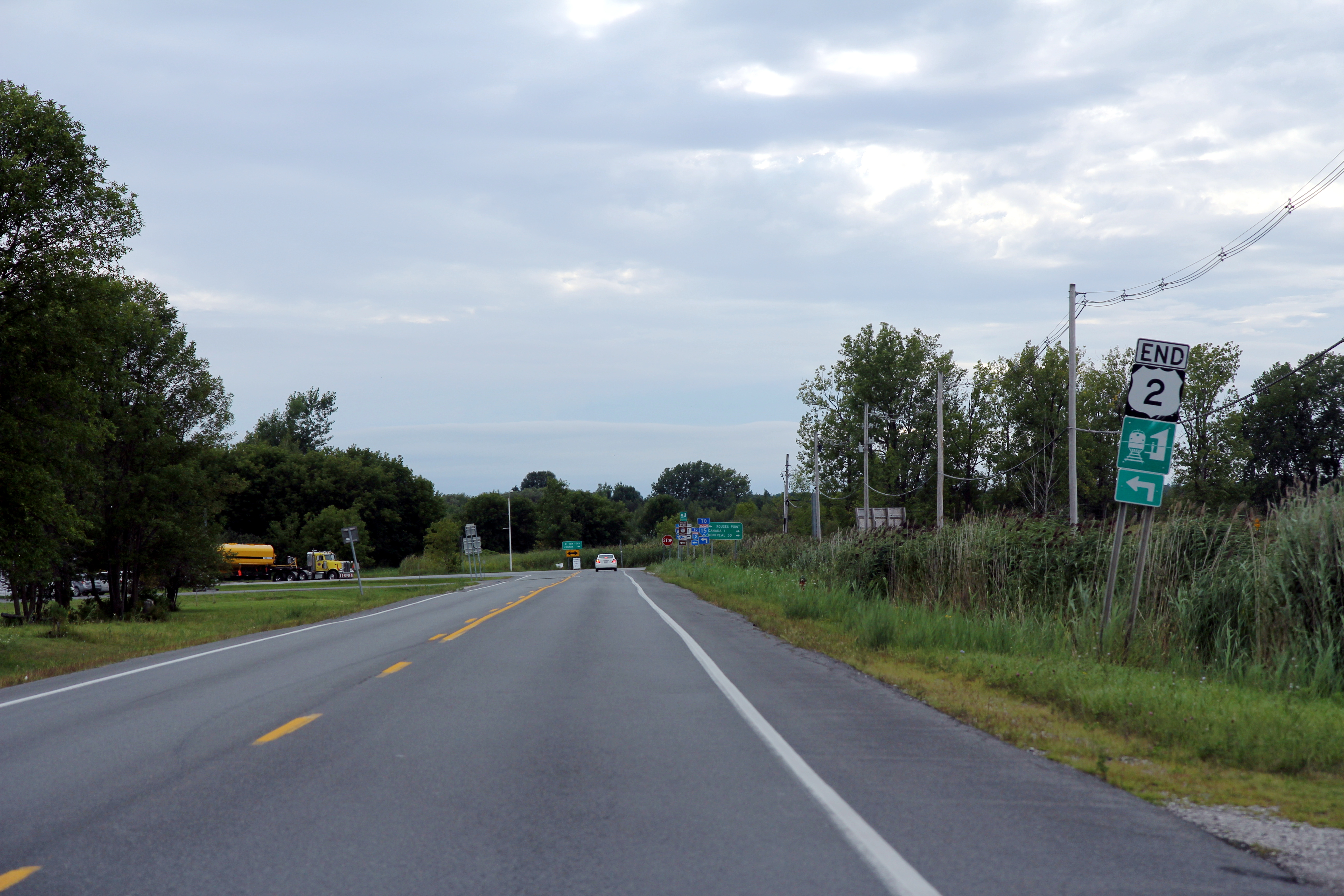
Terminus ouest du segment est de la US 2

La route débute à la jonction avec la US 11, tout juste un mile (1,6 km) au sud de la frontière canadienne à Rouses Point. À partir de là, elle traverse la rivière Richelieu à l'extrémité nord du Lac Champlain sur le Rouses Point Bridge pour entrer dans le comté de Grand Isle au Vermont. La route parcourt moins d'un mile (1,6 km) dans l'état.

#### Vermont
La US 2 parcourt toute la longueur du comté de Grand Isle et traverse le Lac Champlain sur quelques ponts jusqu'à ce qu'elle atteigne la terre ferme à Milton dans le comté de Chittenden. À partir de là, elle se dirige vers le sud en direction de Burlington où elle longe l'I-89 jusqu'à Montpelier. Là, elle bifurque vers le nord-est et passe par Saint-Johnsbury. Elle passe dans le comté d'Essex pour éventuellement traverser le fleuve Connecticut pour entrer à Lancaster, New Hampshire.

#### New Hampshire

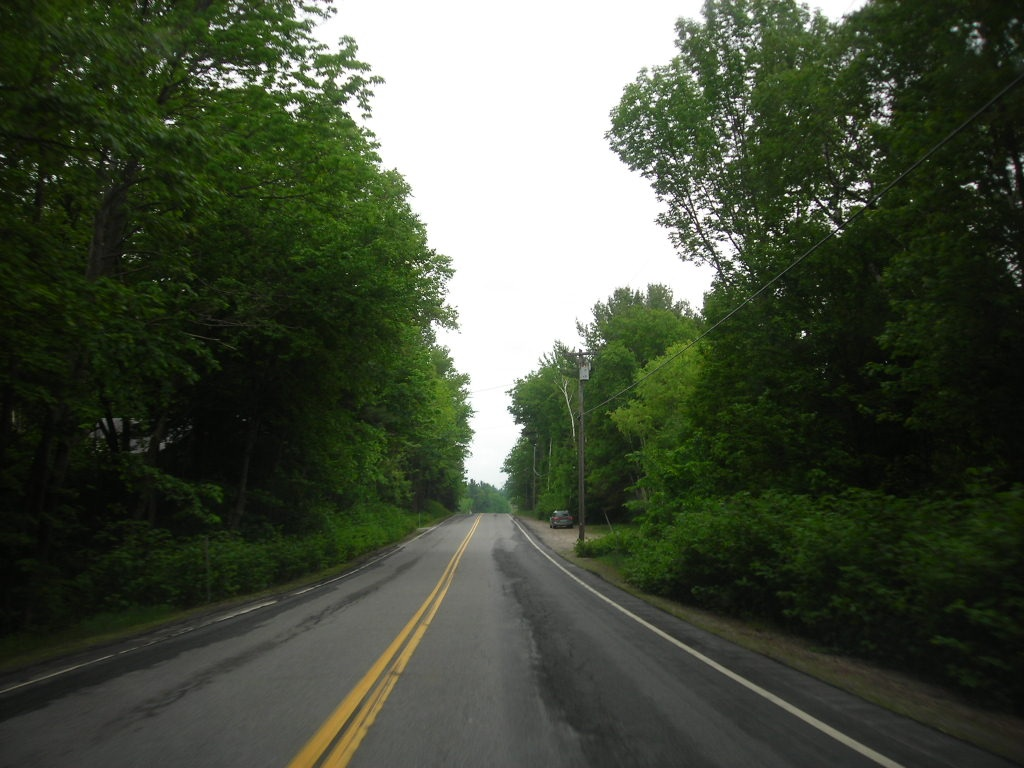
Section de la route parcourant le New Hampshire

Une fois au New Hampshire, la route continue vers le sud-est en passant par Jefferson avant d'adopter une orientation davantage vers l'est sur la limite nord de la Forêt nationale de White Mountain à Gorham, où elle rencontre la Route 16, l'axe majeur nord-sud de l'est de la forêt et qui passe par le Mont Washington. Depuis Gorham, la route se dirige vers l'est en longeant la rive sud de la rivière Androscoggin vers Shelburne et éventuellement Gilead, Maine. Sur l'entièreté de son trajet dans l'état (35 miles; 56 km), la US 2 se trouve dans le comté de Coös.

#### Maine
La US 2 traverse le Maine en passant par de petites communautés rurales, jusqu'à Bangor. Là, elle bifurque vers le nord en suivant l'I-95 jusqu'à Houlton, où elle se termine un peu à l'ouest de la frontière canadienne.

## Intersections principales
Segment ouest
Washington
 I-5 / SR 529 et Hewitt Avenue à Everett
 US 97 à Peshastin. Les routes forment un multiplex jusqu'au sud-est d'Orondo
 I-90 / US 395 à Spokane. Les routes forment un multiplex dans la ville.
 US 195 à Spokane
 US 395 à Spokane
Idaho
 US 95 à Sandpoint. Les routes forment un multiplex jusqu'au nord-est de Bonners Ferry.
Montana
 US 93 à Kalispell
 US 89 à Browning. Les routes forment un multiplex jusqu'au sud-est de South Browning.
 I-15 à Shelby
 US 87 à l'ouest de Havre
 US 191 à Malta. Les routes forment un multiplex dans la ville.
Dakota du Nord
 US 85 au sud-ouest de Williston. Les routes forment un multiplex jusqu'au nord de Williston.
 US 52 au nord-ouest de Burlington. Les routes forment un multiplex jusqu'au sud-est de Minot.
 US 83 à Minot
 US 281 au nord-ouest de Churchs Ferry. Les routes forment un multiplex jusqu'à l'ouest de Churchs Ferry.
 I-29 / US 81 à Grand Forks
Minnesota
 US 75 au nord-ouest de Crookston. Les routes forment un multiplex jusqu'au nord de Crookston.
 US 59 au sud-est d'Erskine
 US 71 à Bemidji. Les routes forment un multiplex dans la ville.
 US 169 à Grand Rapids. Les routes forment un multiplex dans la ville.
 I-35 à Duluth. Les routes forment un multiplex dans la ville.
Wisconsin (segment ouest)
 US 53 à Superior. Les routes forment un multiplex jusqu'à l'est de South Range
 US 63 au nord-est de Benoit
 US 51 au nord de Hurley
Michigan (segment ouest)
 US 45 à Watersmeet
 US 141 à Crystal Falls. Les routes forment un multiplex à travers le Wisconsin jusqu'à Quinnesec, Michigan.
Wisconsin (segment est)
Pas d'intersections principales
Michigan (segment est)
 US 8 à Norway
 US 41 à Powers. Les routes forment un multiplex jusqu'à Rapid River.
 I-75 à Saint-Ignace
Segment est
New York
 US 11 à Rouses Point
Vermont
 I-89 à Colchester
 US 7 à Colchester. Les routes forment un multiplex jusqu'à Burlington.
 I-89 à South Burlington
 I-89 au nord-ouest de Richmond
 US 302 à Montpelier
 I-91 à Saint-Johnsbury
 US 5 à Saint-Johnsbury. Les routes forment un multiplex dans la ville.
New Hampshire
 US 3 à Lancaster. Les routes forment un multiplex dans la ville.
Maine
 US 201 à Skowhegan. Les routes forment un multiplex dans la ville.
 I-95 / I-395 à Bangor
 I-95 à Bangor
 US 202 à Bangor
 I-95 à Smyrna
 US 1 à Houlton. Les routes forment un multiplex dans la ville.
 I-95 à Houlton

## Routes auxiliaires
Il y a eu trois différentes routes auxiliaires à trois chiffres pour la US 2:
- US 102, route déclassée qui a été incorporée dans la US 141 au Michigan
- US 202, une route sud-ouest / nord-est dans le nord-est des États-Unis. Son terminus sud est à New Castle, Delaware et son terminus nord est à Bangor, Maine
- US 302, une route ouest–est dans la Nouvelle-Angleterre. Son terminus ouest est à Montpelier, Vermont et son terminus est est à Portland, Maine

Dans le Montana, la route entre très brièvement dans le parc national de Glacier.